# Mistrovství světa v plážovém fotbale 2009
Mistrovství světa v plážovém fotbale 2009 bylo 15. ročníkem MS v plážovém fotbale, které se konalo ve Spojených arabských emirátech, v hlavním městě Dubaji na pláži Jumeirah v období od 16. do 22. listopadu 2009. Jednalo se o celkový 15. ročník a o pátý, který pořádala FIFA po tom, co šampionát vzala pod svojí záštitu místo Beach Soccer Worldwide. Účastnilo se ho 16 týmů, které byly rozděleny do 4 skupin po 4 týmech. Ze skupiny postoupily do vyřazovací fáze první a druhý celek. Vyřazovací fáze zahrnovala 8 zápasů. Brazílie postoupila do finále, ve kterém porazila Švýcarsko 10:5 a celkově po třinácté vyhrála mistrovství světa. Šlo o první mistrovství světa, které se konalo v Asii. Nováčkem turnaje byly týmy Kostariky a Pobřeží slonoviny.

## Stadion
Mistrovství se odehrálo na dvou stadionech v jednom hostitelském městě: Pláž Jumeirah (Dubaj).
| Dubaj                                                 |
| ----------------------------------------------------- |
| Pláž Jumeirah                                         |
| Kapacita hřiště 1: 5700 Kapacita hřiště 2: 1200 Dubaj |

## Týmy

### Kvalifikace
| - Severní, Střední Amerika a Karibik (CONCACAF) - Salvador - Kostarika - Jižní Amerika (CONMEBOL) - Uruguay - Argentina - Brazílie |  | - Evropa (UEFA) - Portugalsko - Španělsko - Itálie - Rusko - Švýcarsko - Asie (AFC) - Japonsko - Bahrajn |  | - Afrika (CAF) - Nigérie - Pobřeží slonoviny - Oceánie (OFC) - Šalomounovy ostrovy - Hostitel - Spojené arabské emiráty |

## Zápasy

### Skupinová fáze
| Vysvětlivky                                           |
| ----------------------------------------------------- |
| Týmy na prvních dvou místech postupují do čtvrtfinále |
| Vítěz zápasu je tučně zvýrazněn                       |

Čas každého zápasu je uveden v lokálním čase.

#### Skupina A
| Tým                     | Z | V | R | P | VG | IG | +/− | B |
| ----------------------- | - | - | - | - | -- | -- | --- | - |
| Uruguay                 | 3 | 2 | 0 | 1 | 12 | 8  | +4  | 6 |
| Portugalsko             | 3 | 2 | 0 | 1 | 14 | 8  | +6  | 6 |
| Spojené arabské emiráty | 3 | 1 | 0 | 2 | 12 | 12 | 0   | 3 |
| Šalomounovy ostrovy     | 3 | 1 | 0 | 2 | 9  | 19 | −10 | 3 |

| 16. listopadu 2009 13:30                             |        |                                                                                     |                                                         |
| Uruguay                                              | 6 : 7  | Šalomounovy ostrovy                                                                 | Pláž Jumeirah, Dubaj diváci: 150 rozhodčí: Fabio Polito |
| Ricar 3', 32' Martin 10', 29' Pampero 29' Fabian 31' | Report | Robert Laua 6', 15', 15' Gibson Hosea 8' Nicholas Makaa 9' Timothy Wale 11' Omo 22' | Pláž Jumeirah, Dubaj diváci: 150 rozhodčí: Fabio Polito |

| 16. listopadu 2009 19:30                                                                                     |        |                                                                          |                                                           |
| Spojené arabské emiráty                                                                                      | 5 : 7  | Portugalsko                                                              | Pláž Jumeirah, Dubaj diváci: 5 000 rozhodčí: Serdar Akçer |
| Rami Al Mesaabi 1' Quambar Mohammad Sadeqi 6' Bakhit Alabadla 8' Ali Karim 25' (pen.) Ibrahim Albalooshi 28' | Report | Ze Maria 20' Belchior 24' (pen.) Madjer 27', 31', 33' Alan 27' Bilro 28' | Pláž Jumeirah, Dubaj diváci: 5 000 rozhodčí: Serdar Akçer |

| 17. listopadu 2009 15:00 |        |              |                                                           |
| Portugalsko              | 1 : 2  | Uruguay      | Pláž Jumeirah, Dubaj diváci: 900 rozhodčí: Tasuku Onodera |
| Belchior 18'             | Report | Coco 7', 35' | Pláž Jumeirah, Dubaj diváci: 900 rozhodčí: Tasuku Onodera |

| 17. listopadu 2009 19:30 |        | |                                                              |
| Šalomounovy ostrovy      | 1 : 7  | Spojené arabské emiráty | Pláž Jumeirah, Dubaj diváci: 4 000 rozhodčí: Sylvain Palhies |
| Fred Hale 1'             | Report | Ali Karim 1', 6' Ibrahim Albalooshi 13' Bakhit Alabadla 22' Rami Al Mesaabi 24' Qambar Mohammad Sadeqi 30' Adel Ranjbar 31' | Pláž Jumeirah, Dubaj diváci: 4 000 rozhodčí: Sylvain Palhies |

| 18. listopadu 2009 16:30                                    |        |                     |                                                             |
| Portugalsko                                                 | 6 : 1  | Šalomounovy ostrovy | Pláž Jumeirah, Dubaj diváci: 2 000 rozhodčí: Afgan Hamzayev |
| Madjer 1', 6' Ze Maria 10' Belchior 29', 32' Bruno Novo 36' | Report | Gibson Hosea 12'    | Pláž Jumeirah, Dubaj diváci: 2 000 rozhodčí: Afgan Hamzayev |

| 18. listopadu 2009 19:30 |        |                                      |                                                                 |
| Spojené arabské emiráty  | 0 : 4  | Uruguay                              | Pláž Jumeirah, Dubaj diváci: 6 000 rozhodčí: Alexander Berezkin |
|                          | Report | Ricar 2', 34' Pampero 10' Martin 28' | Pláž Jumeirah, Dubaj diváci: 6 000 rozhodčí: Alexander Berezkin |

#### Skupina B
| Tým               | Z | V | R | P | VG | IG | +/− | B |
| ----------------- | - | - | - | - | -- | -- | --- | - |
| Japonsko          | 3 | 2 | 1 | 0 | 15 | 9  | +6  | 7 |
| Španělsko         | 3 | 2 | 0 | 1 | 21 | 14 | +7  | 6 |
| Pobřeží slonoviny | 3 | 1 | 0 | 2 | 15 | 18 | −3  | 3 |
| Salvador          | 3 | 0 | 0 | 3 | 11 | 21 | −10 | 0 |

| 16. listopadu 2009 15:00                                                       |        |                                                                                          |                                                            |
| Pobřeží slonoviny                                                              | 7 : 6  | Salvador                                                                                 | Pláž Jumeirah, Dubaj diváci: 100 rozhodčí: Istvan Meszáros |
| Ludovic Ehounou 1', 21', 26', 27', 36' Daniel Kouassitchi 12' Frederic Aka 23' | Report | Tomas Hernández 7', 29' Agustín Ruiz 7' (pen.) Walter Torres 8' Frank Velásquez 11', 11' | Pláž Jumeirah, Dubaj diváci: 100 rozhodčí: Istvan Meszáros |

| 16. listopadu 2009 18:00                                             |        |                                                                             |                                                               |
| Španělsko                                                            | 5 : 5  | Japonsko                                                                    | Pláž Jumeirah, Dubaj diváci: 3 500 rozhodčí: Javier Bentancor |
| Hirofumi Oda 7' (vl.) Juanma 18' Javier Torres 22' Nico 24' Wayo 39' | Report | Masahito Toma 14' Teruki Tabata 15', 26' Rikarudo Higa 16' Hirofumi Oda 38' | Pláž Jumeirah, Dubaj diváci: 3 500 rozhodčí: Javier Bentancor |

|                   |       | Penaltový rozstřel                       |  |
| Nico Juanma Kuman | 2 : 3 | Šušei Jamauči Šinji Makino Rikarudo Higa |  |

| 17. listopadu 2009 13:30                             |        |                                         |                                                           |
| Japonsko                                             | 3 : 2  | Pobřeží slonoviny                       | Pláž Jumeirah, Dubaj diváci: 200 rozhodčí: Sergejus Slyva |
| Šinji Makino 11' Masahito Toma 26' Teruki Tabata 32' | Report | Frederic Aka 10' Bassiriki Ouattara 17' | Pláž Jumeirah, Dubaj diváci: 200 rozhodčí: Sergejus Slyva |

| 17. listopadu 2009 16:30              |        |                                                                                          |                                                             |
| Salvador                              | 3 : 7  | Španělsko                                                                                | Pláž Jumeirah, Dubaj diváci: 1 500 rozhodčí: Juan Rodríguez |
| Agustín Ruiz 7', 14' Israel Garay 22' | Report | Amarelle 7' Javier Torres 14', 31' Nico 15' Cristian Torres 22' Wayo 26' Javi Millos 34' | Pláž Jumeirah, Dubaj diváci: 1 500 rozhodčí: Juan Rodríguez |

| 18. listopadu 2009 13:30                                                                                   |        |                                                                            |                                                            |
| Španělsko                                                                                                  | 9 : 6  | Pobřeží slonoviny                                                          | Pláž Jumeirah, Dubaj diváci: 600 rozhodčí: René de la Rosa |
| Wayo 3' Amarelle 11', 14' Kuman 17' Juanma 17', 28' Cristian Torres 19' Hamed Coulibaly 25' (vl.) Nico 28' | Report | Didier Kabletchi 4', 25' Lacine Diomande 10' Ludovic Ehounou 10', 17', 36' | Pláž Jumeirah, Dubaj diváci: 600 rozhodčí: René de la Rosa |

| 18. listopadu 2009 13:30                                                                                                   |        |                                       |                                                             |
| Japonsko | 7 : 2  | Salvador                              | Pláž Jumeirah, Dubaj diváci: 350 rozhodčí: Abbas Alshammari |
| Takeši Kawaharazuka 4' Masahito Toma 6' Masakijo Maezono 7', 13' Šinji Makino 8' Hirofumi Oda 22' (pen.) Teruki Tabata 27' | Report | Tomas Hernández 22' Walter Torres 36' | Pláž Jumeirah, Dubaj diváci: 350 rozhodčí: Abbas Alshammari |

#### Skupina C
| Tým       | Z | V | R | P | VG | IG | +/− | B |
| --------- | - | - | - | - | -- | -- | --- | - |
| Rusko     | 3 | 2 | 0 | 1 | 11 | 5  | +6  | 6 |
| Itálie    | 3 | 1 | 1 | 1 | 7  | 6  | +1  | 4 |
| Argentina | 3 | 1 | 1 | 1 | 11 | 6  | +5  | 4 |
| Kostarika | 3 | 0 | 0 | 3 | 2  | 14 | −12 | 0 |

| 16. listopadu 2009 15:00                  |               |                                                                 |                                                            |
| Argentina                                 | 2 : 3 (prod.) | Itálie                                                          | Pláž Jumeirah, Dubaj diváci: 2 500 rozhodčí: Faisal Sallam |
| Ezequiel Hilaire 15' Santiago Hilaire 20' | Report        | Paolo Palmacci 19' Roberto Pasquali 25' Pasquale Carotenuto 37' | Pláž Jumeirah, Dubaj diváci: 2 500 rozhodčí: Faisal Sallam |

| 16. listopadu 2009 16:30                                                                                |        |                            |                                                              |
| Rusko                                                                                                   | 5 : 1  | Kostarika                  | Pláž Jumeirah, Dubaj diváci: 2 500 rozhodčí: René de la Rosa |
| Jurij Krašeninnikov 6' (pen.) Anton Škarin 10' Ilja Leonov 13' Dmitrij Šišin 17' Rustam Shakhmelyan 18' | Report | Delbert Cameron 29' (pen.) | Pláž Jumeirah, Dubaj diváci: 2 500 rozhodčí: René de la Rosa |

| 17. listopadu 2009 13:30 |        |                                                                                            |                                                             |
| Kostarika                | 0 : 6  | Argentina                                                                                  | Pláž Jumeirah, Dubaj diváci: 550 rozhodčí: Abbas Alshammari |
|                          | Report | Federico Hilaire 14', 28' Ezequiel Hilaire 15' Agustín Dallera 19', 36' Facundo Minici 30' | Pláž Jumeirah, Dubaj diváci: 550 rozhodčí: Abbas Alshammari |

| 17. listopadu 2009 18:00 |        |                                                          |                                                          |
| Itálie                   | 1 : 3  | Rusko                                                    | Pláž Jumeirah, Dubaj diváci: 3 000 rozhodčí: Ruben Eiriz |
| Paolo Palmacci 2'        | Report | Ilja Leonov 25' Anton Škarin 28' Jurij Krašeninnikov 28' | Pláž Jumeirah, Dubaj diváci: 3 000 rozhodčí: Ruben Eiriz |

| 18. listopadu 2009 15:00 |        |                                                            |                                                            |
| Kostarika                | 1 : 3  | Itálie                                                     | Pláž Jumeirah, Dubaj diváci: 200 rozhodčí: Istvan Meszáros |
| Richard Sterling 9'      | Report | Simone Feudi 8' Pasquale Carotenuto 10' Paolo Palmacci 35' | Pláž Jumeirah, Dubaj diváci: 200 rozhodčí: Istvan Meszáros |

| 18. listopadu 2009 15:00                  |        |                                                   |                                                           |
| Rusko                                     | 3 : 3  | Argentina                                         | Pláž Jumeirah, Dubaj diváci: 2 500 rozhodčí: Serdar Akçer |
| Egor Šajkov 3', 13' Rustam Shakhmelyan 5' | Report | Luciano Franceschini 3' Federico Hilaire 26', 36' | Pláž Jumeirah, Dubaj diváci: 2 500 rozhodčí: Serdar Akçer |

|                                                       |       | Penaltový rozstřel                                             |  |
| Ilja Leonov Dmitrij Šišin Anton Škarin Alexej Makarov | 3 : 4 | Ezequiel Hilaire Cesar Leguizamon Matias Galvan Facundo Minici |  |

#### Skupina D
| Tým       | Z | V | R | P | VG | IG | +/− | B |
| --------- | - | - | - | - | -- | -- | --- | - |
| Brazílie  | 3 | 3 | 0 | 0 | 23 | 8  | +15 | 9 |
| Švýcarsko | 3 | 2 | 0 | 1 | 15 | 11 | +4  | 6 |
| Nigérie   | 3 | 1 | 0 | 2 | 16 | 21 | −5  | 3 |
| Bahrajn   | 3 | 0 | 0 | 3 | 9  | 23 | −14 | 0 |

| 16. listopadu 2009 13:30                                                                 |        |                                                                        |                                                              |
| Švýcarsko                                                                                | 6 : 5  | Bahrajn                                                                | Pláž Jumeirah, Dubaj diváci: 2 000 rozhodčí: Erick Chavarria |
| Dejan Stanković 7', 32' Angelo Schirinzi 11' Sandro Spaccarotella 12', 35' Mo Jaeggy 34' | Report | Rashed Salem 2' (pen.), 16', 34' Ebrahim Abdulla 17' Ayoob Mubarak 27' | Pláž Jumeirah, Dubaj diváci: 2 000 rozhodčí: Erick Chavarria |

| 16. listopadu 2009 21:00                                                                     |        |                                                                     |                                                           |
| Brazílie                                                                                     | 11 : 5 | Nigérie                                                             | Pláž Jumeirah, Dubaj diváci: 2 500 rozhodčí: Petro Ivanov |
| Sidney 1', 23' Bueno 2' Benjamin 7' André 9' Daniel 12', 26' Bruno 15', 26', 27' Betinho 28' | Report | Isiaka Olawale 1', 30' Victor Tale 5', 30' Bartholomew Ibenegbu 35' | Pláž Jumeirah, Dubaj diváci: 2 500 rozhodčí: Petro Ivanov |

| 17. listopadu 2009 15:00         |        |                                                                           |                                                            |
| Nigérie                          | 2 : 7  | Švýcarsko                                                                 | Pláž Jumeirah, Dubaj diváci: 350 rozhodčí: René de la Rosa |
| Isiaka Olawale 14' Azeez Abu 17' | Report | Sandro Spaccarotella 1' Dejan Stanković 1', 7', 14', 16' Mo Jaeggy 3', 7' | Pláž Jumeirah, Dubaj diváci: 350 rozhodčí: René de la Rosa |

| 17. listopadu 2009 21:00 |        |                                                                             |                                                                 |
| Bahrajn                  | 1 : 8  | Brazílie                                                                    | Pláž Jumeirah, Dubaj diváci: 4 000 rozhodčí: Alexander Berezkin |
| Ebrahim Almughawi 36'    | Report | Buru 1', 3', 4', 29' Bruno 10' Daniel Souza 22' (pen.) André 31' Daniel 36' | Pláž Jumeirah, Dubaj diváci: 4 000 rozhodčí: Alexander Berezkin |

| 18. listopadu 2009 18:00 |        |                                          |                                                          |
| Nigérie | 9 : 3  | Bahrajn                                  | Pláž Jumeirah, Dubaj diváci: 3 500 rozhodčí: Geng Zhiwei |
| Chinedu Ezimorah 4' Victor Tale 8' Gabriel Agu 8', 9' Bartholomew Ibenegbu 12', 21' Azeez Abu 16' Suleiman Usman 30' Ogbonnaya Okemmiri 34' | Report | Rashed Salem 6', 35' Husain Aldoseri 22' | Pláž Jumeirah, Dubaj diváci: 3 500 rozhodčí: Geng Zhiwei |

| 18. listopadu 2009 21:00                     |        |                         |                                                            |
| Brazílie                                     | 4 : 2  | Švýcarsko               | Pláž Jumeirah, Dubaj diváci: 6 000 rozhodčí: Faisal Sallam |
| Benjamin 10', 31' (pen.) André 29' Bruno 35' | Report | Dejan Stanković 1', 26' | Pláž Jumeirah, Dubaj diváci: 6 000 rozhodčí: Faisal Sallam |

## Vyřazovací fáze
|  | Čtvrtfinále                | Čtvrtfinále                |                            |         | Semifinále  | Semifinále  |  |  | Finále                     | Finále |
|  |                            |                            |                            |         |             |             |  |  |                            |        |
|  | 20. listopadu 2009 - Dubaj |                            |                            |         |             |             |  |  |                            |        |
|  |                            |                            |                            |         |             |             |  |  |                            |        |
|  | Uruguay                    | 3                          |                            |         |             |             |  |  |                            |        |
|  | Uruguay                    | 3                          | 21. listopadu 2009 - Dubaj |         |             |             |  |  |                            |        |
|  | Španělsko                  | 2                          |                            |         |             |             |  |  |                            |        |
|  | Španělsko                  | 2                          | Uruguay                    | 4       |             |             |  |  |                            |        |
|  | 20. listopadu 2009 - Dubaj |                            | Uruguay                    | 4       |             |             |  |  |                            |        |
|  |                            | Švýcarsko                  | 7                          |         |             |             |  |  |                            |        |
|  | Rusko                      | Švýcarsko                  | 7                          | 2       |             |             |  |  |                            |        |
|  | Rusko                      |                            | 22. listopadu 2009 - Dubaj | 2       |             |             |  |  |                            |        |
|  | Švýcarsko                  | 4                          |                            |         |             |             |  |  |                            |        |
|  | Švýcarsko                  | 4                          | Brazílie                   | 10      |             |             |  |  |                            |        |
|  | 20. listopadu 2009 - Dubaj |                            | Brazílie                   | 10      |             |             |  |  |                            |        |
|  |                            | Švýcarsko                  | 5                          |         |             |             |  |  |                            |        |
|  | Japonsko                   | Švýcarsko                  | 5                          | 1       |             |             |  |  |                            |        |
|  | Japonsko                   | 21. listopadu 2009 - Dubaj |                            | 1       |             |             |  |  |                            |        |
|  | Portugalsko                | 2                          |                            |         |             |             |  |  |                            |        |
|  | Portugalsko                | 2                          | Portugalsko                | 2       | Třetí místo | Třetí místo |  |  |                            |        |
|  | 20. listopadu 2009 - Dubaj |                            | Portugalsko                | 2       | Třetí místo | Třetí místo |  |  |                            |        |
|  |                            | Brazílie                   | 8                          |         |             |             |  |  |                            |        |
|  | Brazílie                   | Brazílie                   | 8                          | 6       | Portugalsko | 14          |  |  |                            |        |
|  | Brazílie                   |                            |                            | 6       | Portugalsko | 14          |  |  |                            |        |
|  | Itálie                     | 4                          |                            | Uruguay | 7           |             |  |  |                            |        |
|  | Itálie                     | 4                          |                            |         | 7           |             |  |  |                            |        |
|  |                            |                            |                            |         |             |             |  |  | 22. listopadu 2009 - Dubaj |        |
|  |                            |                            |                            |         |             |             |  |  |                            |        |

#### Čtvrtfinále
| 20. listopadu 2009 16:30 |        |                         |                                                               |
| Japonsko                 | 1 : 2  | Portugalsko             | Pláž Jumeirah, Dubaj diváci: 5 000 rozhodčí: Javier Bentancor |
| Tomoja Uehara 26'        | Report | Madjer 17' Belchior 36' | Pláž Jumeirah, Dubaj diváci: 5 000 rozhodčí: Javier Bentancor |

| 20. listopadu 2009 18:00             |        |                                                |                                                            |
| Rusko                                | 2 : 4  | Švýcarsko                                      | Pláž Jumeirah, Dubaj diváci: 6 000 rozhodčí: Ivo De Moraes |
| Alexej Makarov 13' Dmitrij Šišin 23' | Report | Dejan Stanković 4', 13', 24' Stephan Meier 33' | Pláž Jumeirah, Dubaj diváci: 6 000 rozhodčí: Ivo De Moraes |

| 20. listopadu 2009 19:30                         |        |                                            |                                                          |
| Brazílie                                         | 6 : 4  | Itálie                                     | Pláž Jumeirah, Dubaj diváci: 6 000 rozhodčí: Ruben Eiriz |
| Sidney 6' André 11', 17', 31' Bruno 26' Buru 36' | Report | Roberto Pasquali 17', 26' (pen.), 26', 31' | Pláž Jumeirah, Dubaj diváci: 6 000 rozhodčí: Ruben Eiriz |

| 20. listopadu 2009 21:00         |               |                                  |                                                             |
| Uruguay                          | 3 : 2 (prod.) | Španělsko                        | Pláž Jumeirah, Dubaj diváci: 6 000 rozhodčí: Tasuku Onodera |
| Martin 18' Ricar 27' (pen.), 37' | Report        | Amarelle 28' Cristian Torres 32' | Pláž Jumeirah, Dubaj diváci: 6 000 rozhodčí: Tasuku Onodera |

#### Semifinále
| 21. listopadu 2009 19:30 |        |                                                                                              |                                                             |
| Portugalsko              | 2 : 8  | Brazílie                                                                                     | Pláž Jumeirah, Dubaj diváci: 6 000 rozhodčí: Tasuku Onodera |
| Bilro 13' Alan 34'       | Report | Sidney 6' Benjamin 8' Bruno 12', 12' Daniel 19' (pen.) Betinho 24' Buru 26' Daniel Souza 34' | Pláž Jumeirah, Dubaj diváci: 6 000 rozhodčí: Tasuku Onodera |

| 21. listopadu 2009 21:00                                                                         |        |                                            |                                                             |
| Švýcarsko                                                                                        | 7 : 4  | Uruguay                                    | Pláž Jumeirah, Dubaj diváci: 5 000 rozhodčí: Sergejus Slyva |
| Dejan Stanković 3', 12', 26', 29' Sandro Spaccarotella 20' Stephan Leu 30' Michael Rodrigues 36' | Report | Martin 24', 31' (pen.) Coco 27' Matias 36' | Pláž Jumeirah, Dubaj diváci: 5 000 rozhodčí: Sergejus Slyva |

#### O 3. místo
| 22. listopadu 2009 19:30                                                                                   |        |                                                                            |                                                            |
| Portugalsko                                                                                                | 14 : 7 | Uruguay                                                                    | Pláž Jumeirah, Dubaj diváci: 6 000 rozhodčí: Faisal Sallam |
| Torres 3', 5', 26' Madjer 6', 13', 22', 24', 30' 36', 36' José Maria 11', 21' Miguel 16' (vl.) Coimbra 20' | Report | Coco 6' Pampero 13' Matias 18' Alan 22' (vl.) Ricar 24' Fabian 26' Oli 32' | Pláž Jumeirah, Dubaj diváci: 6 000 rozhodčí: Faisal Sallam |

#### Finále
| 22. listopadu 2009 21:00                                                                       |        |                                                                                                |                                                          |
| Brazílie                                                                                       | 10 : 5 | Švýcarsko                                                                                      | Pláž Jumeirah, Dubaj diváci: 6 000 rozhodčí: Ruben Eiriz |
| André 6', 23' Betinho 9', 24' Buru 9', 15' Daniel 12' Benjamin 18' Sidney 32' (pen.) Bueno 36' | Report | Mo Jaeggy 10' Stephan Meier 31' Michael Rodrigues 32' Angelo Schirinzi 34' Dejan Stanković 36' | Pláž Jumeirah, Dubaj diváci: 6 000 rozhodčí: Ruben Eiriz |